# Poltavskaja
Poltavskaja (in russo Полтавская?) è un centro abitato (stanica) della Russia, situato nel Territorio di Krasnodar. È il centro amministrativo del distretto Krasnoarmejskij. Dal 1932 al 1994 aveva preso il nome di Krasnoarmejskaja.
Il villaggio si trova 12 km a nord di Slavjansk-na-Kubani e 65 km a nord-ovest di Krasnodar.